# ليليث (لوحة)
ليليث (بالإنجليزية: Lilith) هي لوحة بريشة اللفنان الإنجليزي جون كوليير عام 1887 ، من فناني ما قبل الرفائيلية. الوحة تصور الشخصية الأسطورية من بلاد الرافدين، ليليث، موجودة في معرض أتكينسون للفنون في ساوثبورت، إنجلترا.

## الوصف
أستخدم كوليير ضربات فرشاة صغيرة لإنشاء عرض أقرب إلى الواقع لليليث. صور كوليير ليليث على أنها امرأة جميلة، مثالية بجلدها المرمري وشعرها الأحمر الطويل علامة كلاسيكية للمرأة القاتلة. شكلها يمثل أنوثتها المذهلة، معظم لوحات النساء المتدينات عاريات في وضعية «الزهرة المتواضعة» بحيث يضعن أيديهن على صدورهن وحول خصورهن للحفاظ على سمعتهن المحترمة. لكن ليليث معروضة هنا بلا خجل. تم رسمها بدون وضع معين كما لو كانت غير مدركة لمحيطها مع ثعبان في وضع مناسب حول خصرها، مع الوركين المنحنيين والثديين المكشوفين، مما يعطيها منظر المرأة الناعمة والأنيقة. فتلتف الأفعى حولها، فتجردها من هذا المنظر، جاعلاً المتلقي ينظر إليها بالولاء للثعبان المرتبط في حادثة أغواء حواء لأكل الفاكهة وفي النهاية طردت مع آدم من جنة عدن. تفسير الثعبان يمثل الخداع والاستغلال بالإضافة إلى التلاعب والإكراه. ولكن في الشرق القديم في بلاد الرافدين، فإن الثعبان يأخذ معنى مختلفًا. إنه رمز لإلهة الخصوبة والحب الجسدي عشتار. الثعبان هو تجسيد لصفات الأنثى، وعلامة على الخصوبة. تبدو الغابات التي وقفت فيها ليليث مظلمة وغريبة تقريبًا، وهذا ليس ما تتخيله عندما تفكر في جنة عدن. الأمر الذي دفع صورة ليليث إلى عالم الشر الغامض الذي أصبحت معروفة به. وضعية جسدها شهوانية، لأنها تَمَرَّقَ الثعبان على خدها وتسمح لها بمداعبة جسدها. كوليير يسلط الضوء فقط على ليليث والثعبان في حركة تجسد أسلوب الرسام كارافاجيو، حيث لا يحدث سوى القليل جدًا في الخلفية، باستثناء الغابة المظلمة. يقدم كوليير للجمهور مظهر «الأنثى القاتلة» في هذه اللوحة، فهي جميلة وخطرة في نفس الوقت، تتناغم مع الافعى العاصرة، لكنها تنفث إحساسًا بعبورها حول جسدها. الأسلوب يقترب من مرحلة ما قبل الرافائيلي وينفيذ كوليير نواياه في هذه اللوحة بشكل مثالي.